# Home Monitoring Aréna
La Home Monitoring Aréna (auparavant ČEZ Aréna) est un complexe sportif polyvalent de Plzeň en République tchèque. Elle a été ouverte en 1950.
La patinoire accueille notamment l'équipe de hockey sur glace du HC Plzeň 1929 pensionnaire de l'Extraliga. La patinoire a une capacité de 8 420 spectateurs.

## Galerie

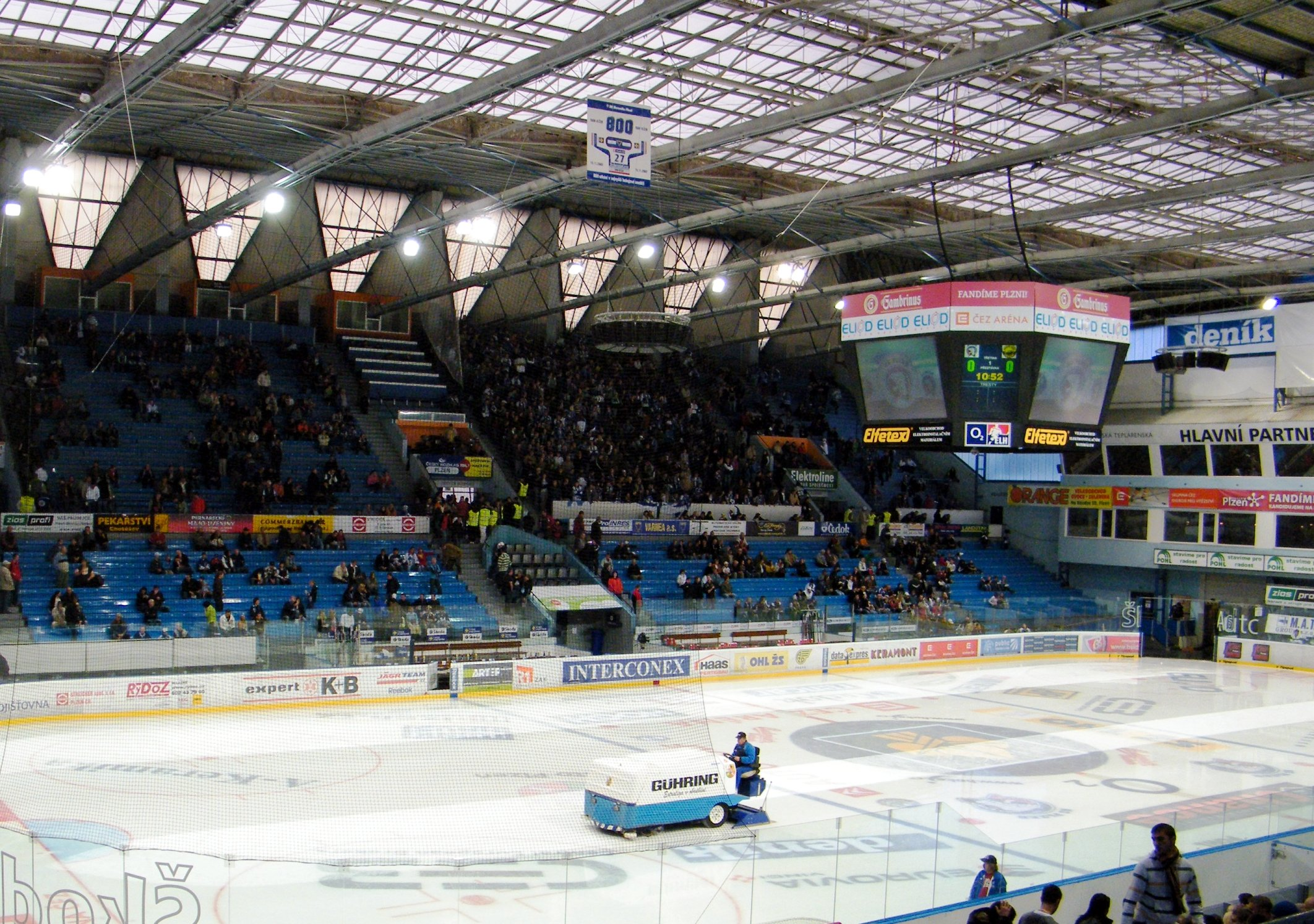